# Barbara Bailar
Barbara Ann Bailar, née en 1935 et morte le 13 juin 2023, est une statisticienne américaine, employée du Bureau du recensement des États-Unis. Elle est connue pour avoir démissionné pour protester contre la décision de ne pas ajuster ses résultats de 1990. Elle a été présidente de la Société américaine de statistique.

## Activités de recensement
Barbara Bailar a travaillé au Bureau du recensement à partir de 1958 et durant une trentaine d'années,. Elle poursuit par ailleurs ses études et obtient en 1972 un doctorat de l'American University. Elle se marie avec John Christian Bailar (en).
Dans le cadre de ses activités professionnelles, elle met en place l'utilisation des entretiens assistés par ordinateur et  elle fonde un colloque annuel de recherche. Elle est chef de la recherche au bureau de recensement de 1974 à 1979, date à laquelle elle devient directrice associée des normes statistiques et de la méthodologie. Elle est présidente du Caucus for Women in Statistics en 1977 puis de la Société américaine de statistique en 1987.

## Démission et fin de carrière
Bailar démissionne de son poste au bureau du recensement en 1988 en partie pour protester contre la décision qu'elle estime politiquement motivée de ne pas ajuster les résultats du recensement de 1990 pour contrebalancer le sous-dénombrement des groupes sous-représentés. Elle avait été l'un des principaux témoins dans une poursuite antérieure sur la même question pour le recensement de 1980, indiquant à l'époque que la difficulté de faire correspondre les données échantillonnées nécessaires pour l'ajustement avec les données complètes du recensement signifiait que l'ajustement n'améliorerait probablement pas la précision du résultat. Cependant, lorsque la décision a été prise de continuer à éviter tout ajustement lors du recensement de 1990, Bailar s'y montre opposée. Le Washington Post cite un de ses déclarations dans laquelle elle indique que la décision d'éviter l'ajustement « est déguisée en décision technique alors que tout le monde sait que c'était une décision politique. Je ne peux tout simplement pas vivre avec ce genre d'hypocrisie ».
Après sa démission du bureau de recensement, Barbara Bailar devient directrice exécutive de l'American Statistical Association, puis vice-présidente directrice des enquêtes au National Opinion Research Center de l'université de Chicago. Elle prend sa retraite en 2001.

## Prix et distinctions
Bailar est élue membre de la Société américaine de statistique en 1975. En 1980, le département du Commerce lui décerne une médaille d'argent pour service méritoire. Elle est élue membre de l'Institut international de statistique.